# 고다포스
고다포스(아이슬란드어: Goðafoss)는 아이슬란드 북부의 스캴판다플리오트(Skjálfandafljót)강에 있는 폭포이다. 폭포의 높이는 12m이며 폭은 30m이다. 폭포는 스프렌기산뒤르 고지대와의 분기점에서 아이슬란드의 주요 순환도로를 따라 위치하며, 아퀴레이리에서 약 45분 거리에 있다. 2020년에는 보호 대상으로 지정되었다.

## 명칭
고다포스(Goðafoss)라는 명칭의 유래는 명확하진 않지만 "신의 폭포" 또는 "고디(족장)의 폭포" 라는 뜻을 갖고 있다. 언어학자이자 지명 전문가인 스바바르 지그문손(Svavar Sigmundsson)은 그 이름이 이교도 우상을 닮은 폭포의 두 바위에서 유래되었다고 주장한다. 1879~1882년의 덴마크 신화에 따르면 999년 또는 1000년에 법률 대변자 Þorgeir Ljósvetningagoði가 기독교를 아이슬란드의 국교로 지정했을 때 폭포의 이름이 붙여졌다고 한다. 아이슬란드의 의회인 알팅그에서 집으로 돌아온 소르게이르는 이전에 믿었던 이교도 신(북유럽 신)들의 동상을 폭포에 가져다 버렸다고 한다.

## 갤러리

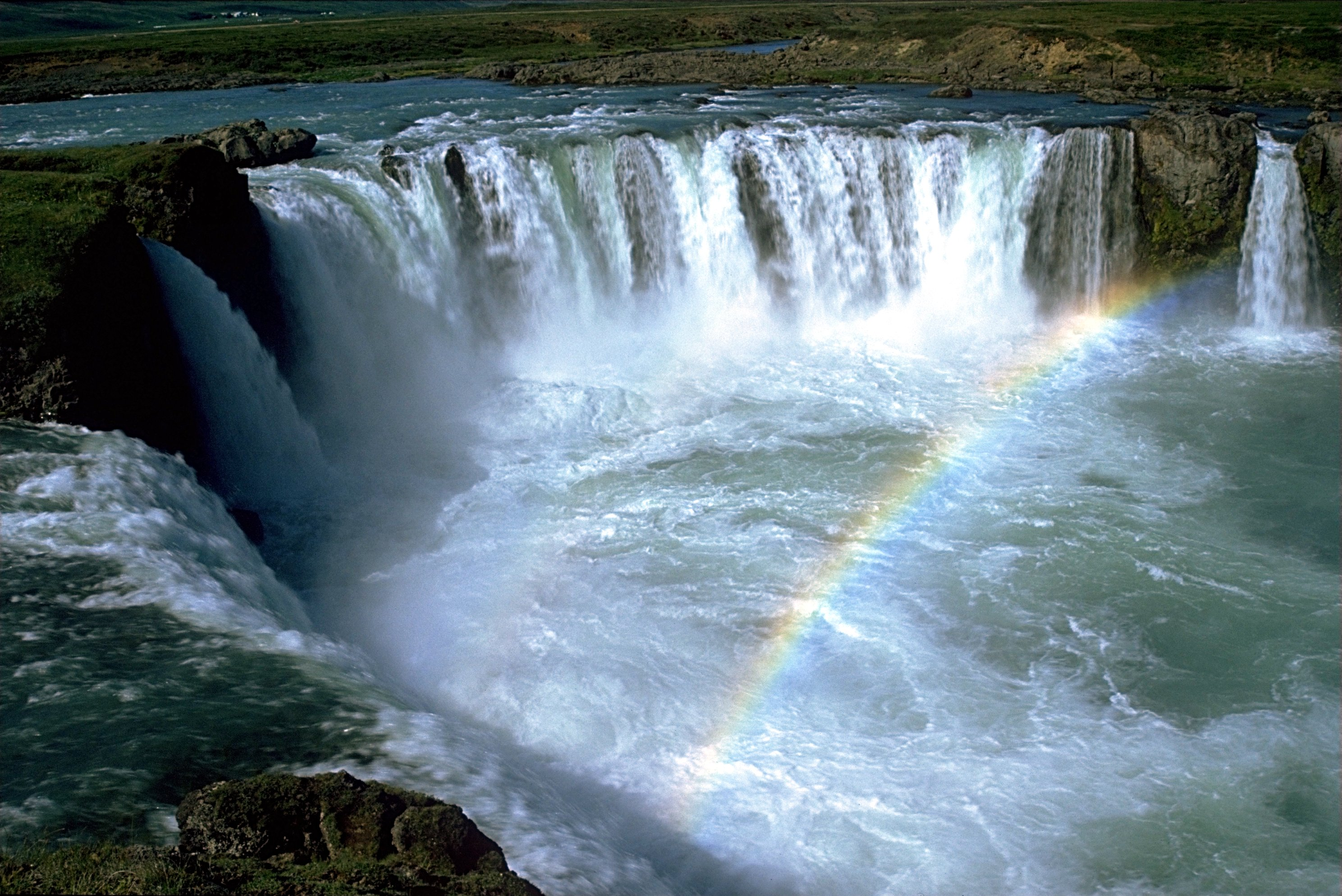
동쪽 강둑에서 바라본 여름의 고다포스 폭포 (2001년)
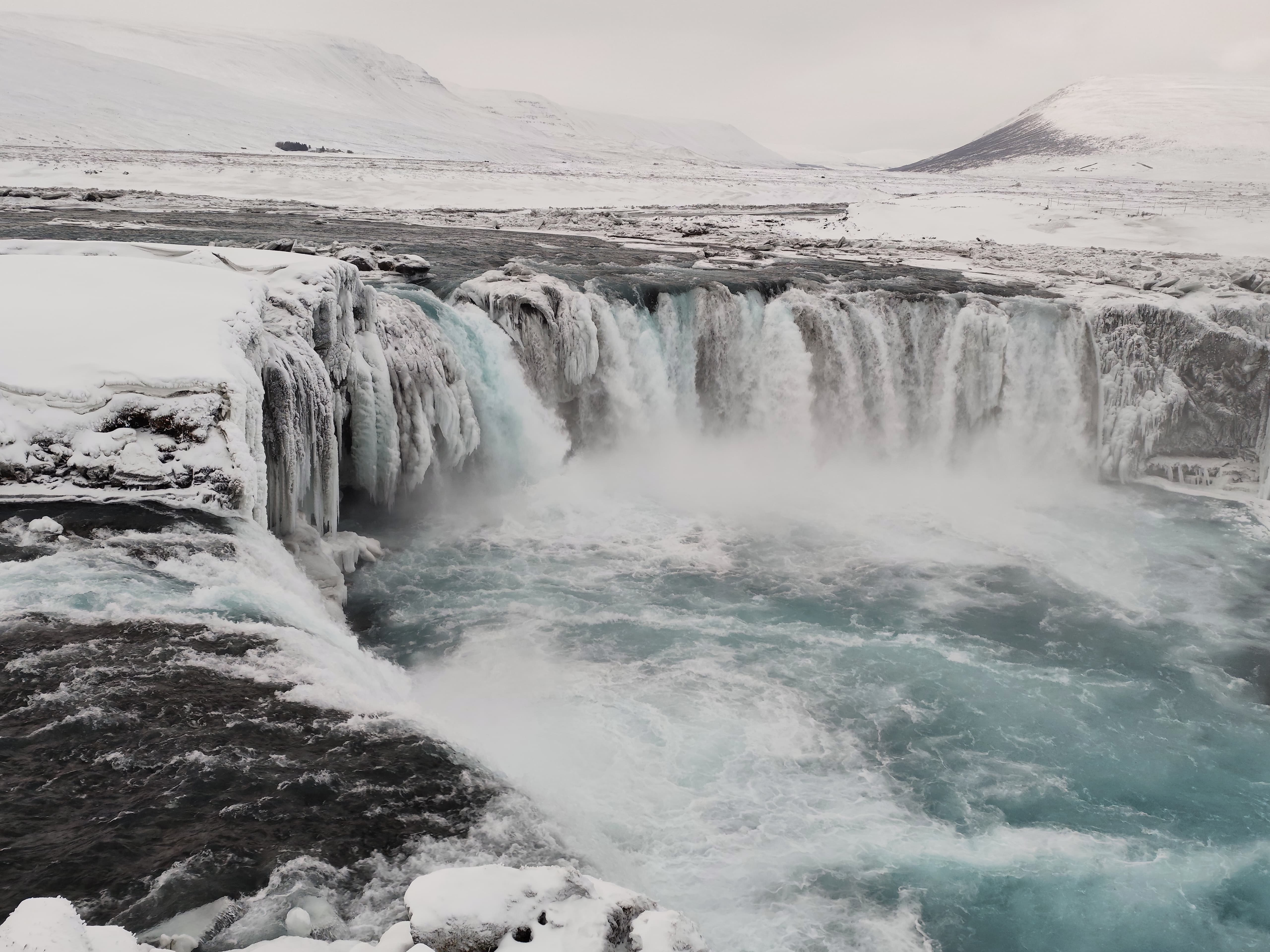
동쪽 강둑에서 바라본 겨울의 고다포스 폭포 (2025년)
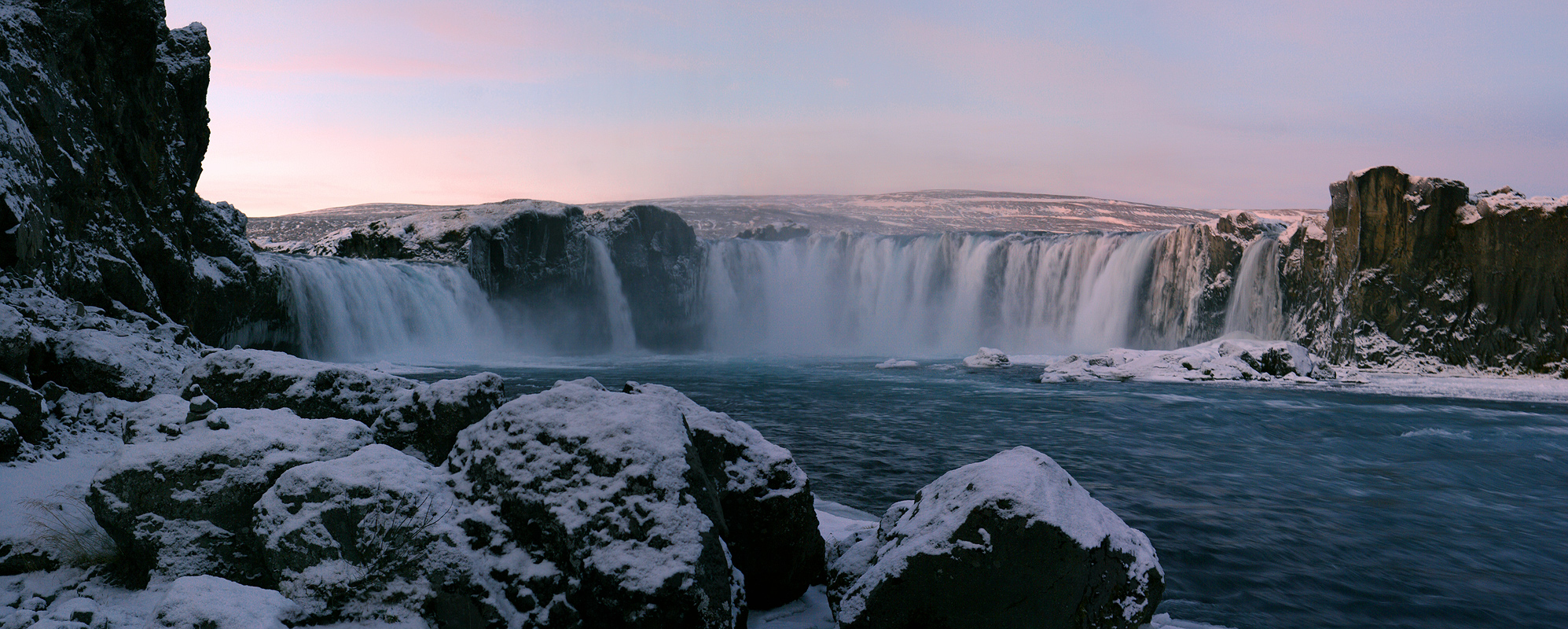
겨울의 고다포스 폭포 (2007년)